# Эриксен, Оге
Оге Ингвар Эриксен (норв. Aage Ingvar Eriksen, 5 мая 1917 — 17 июня 1998) — норвежский борец, призёр Олимпийских игр.
Родился в 1917 году в Нутоддене. В период с 1937 по 1955 годы десять раз становился чемпионом Норвегии по греко-римской борьбе, и два раза — по вольной борьбе. В 1948 году на Олимпийских играх в Лондоне стал обладателем серебряной медали в греко-римской борьбе. В 1952 году принял участие в Олимпийских играх в Хельсинки, но не завоевал медалей.